# Маріуполь (муніципальний баскетбольний клуб)
МБК «Маріуполь» (до 2016 — БК «Азовмаш») — колишній український професіональний баскетбольний клуб із Маріуполя, заснований 1990 року. Семиразовий чемпіон України.

## Історія
1990 року БК «Азовмаш» був створений на базі спортивного клубу «Новатор» та дебютував у баскетбольному чемпіонаті СРСР. 
Через два роки команда стала чемпіоном Першої ліги в дебютному чемпіонаті незалежної України та наступні роки грала у Вищій лізі, яка до створення Суперліги була головним баскетбольним турніром країни.
Наступне десятиріччя виступи маріупольців були нестабільними. 1996 року вони вилетіли з елітного дивізіону, але вже за два роки знову спромоглись повернутися. Лідерами тієї команди «Азовмашу» були — Петро Подтикан, Леонід Яйло, Ігор Молчанов та Ігор Харченко.
Справжній розквіт команди розпочався на початку нульових і її формування, як головної сили в українському баскетболі. У 2002 році БК «Азовмаш» виграв свій перший Кубок України, а через рік вже був оформлений «золотий дубль» — у вигляді виграного чемпіонства та кубка. Своє перше чемпіонство маріупольці здобули у фінальній серії проти діючих, на той момент, чемпіонів країни — МБК «Одеси». 
2003 року провідні команди суперліги почали робити ставку на легіонерів. З «Азовмашем» підписали контракти  Артур Лонг, Лоренцо Геррінтон та Тенг Гемілтон.
Друга половина нульових років в українському баскетболі пройшла під знаком протистояння «Азовмашу» та БК «Київ». П'ять разів поспіль ці команди зустрічалися у фінальних серіях Суперліги і лише один раз маріупольці в них програли.
Головний тренер команди — литовець Рімас Гірскіс і новий американський захисник Халід Ель-Амін стали головними зірками команди того періоду. У сезоні  2006—07 «Азовмаш» вперше в історії брали участь у «фіналі чотирьох» Єврочелленджу. У своєму історичному сезоні «Азовмаш» обіграв на своєму шляху БК «Локомотив» з Кубані, грецьке БК «Маруссі», латвійське АСК «Рига» та «АЕЛ» з Кіпру. На стадії півфіналу також було обіграно італійський «Віртус», але у вирішальному фінальному матчі українську команду зупинила іспанська «Жирона».
Ще одним значним успіхом на міжнародному рівні стало потрапляння українського клубу до ТОП-16 кращих команд Єврокубку 2008—09.
У сезоні 2008—09 та 2009—10 БК «Азовмаш» здобув чергові свої перемоги у чемпіонаті. На цей раз у фінальних серіях вони перемогли БК «Донецьк» та «Будівельник» відповідно. 
Улітку 2010 року в ДТП загинув засновник команди Валентин Романець, а у 2012 році помер президент клубу Олександр Савчук. У наступні роки азовці ще двічі грали у фінальних серіях, але обидва рази поступалися своїм суперникам.
Після 2016 року команда мала назву — МБК «Маріуполь». Фінансове становище не дозволило продовжувати грати команді в сильнішому дивізіоні країни, тому команда знялася з першості Суперліги та продовжила змагання у Вищій лізі.
У зв'язку з повномасштабним вторгненням Російської Федерації на територію України 2022 року та тимчасовою окупацією міста Маріуполь війсковими підрозділами РФ було оголошено про призупинення виступів клубу.

## Азовмаш у сильнішому дивізіоні України
З сезону 1996—97 років найсильніший дивізіон України називається Суперліга.
| Рік     | Місце       | Дивізіон  |
| ------- | ----------- | --------- |
| 2013—14 | 3-тє місце  | Суперліга |
| 2012—13 | 2-ге місце  | Суперліга |
| 2011—12 | 2-ге місце  | Суперліга |
| 2010—11 | 5-місце     | Суперліга |
| 2009—10 | Чемпіон     | Суперліга |
| 2008—09 | Чемпіон     | Суперліга |
| 2007—08 | Чемпіон     | Суперліга |
| 2006—07 | Чемпіон     | Суперліга |
| 2005—06 | Чемпіон     | Суперліга |
| 2004—05 | 2-ге місце  | Суперліга |
| 2003—04 | Чемпіон     | Суперліга |
| 2002—03 | Чемпіон     | Суперліга |
| 2001—02 | 3-тє місце  | Суперліга |
| 2000—01 | 3-тє місце  | Суперліга |
| 1999—00 | 10-те місце | Суперліга |
| 1998—99 | 9-те місце  | Суперліга |
| 1995—96 | 11-те місце | Вища ліга |
| 1994—95 | 8-ме місце  | Вища ліга |
| 1993—94 | 11-те місце | Вища ліга |
| 1992—93 | 7-ме місце  | Вища ліга |

## Досягнення
Суперліга України
- Золото (7): 2003, 2004, 2006, 2007, 2008, 2009, 2010
- Срібло (3): 2005, 2012, 2013
- Бронза (3): 2001, 2002, 2014

Кубок України
- Володар (5): 2001, 2002, 2006, 2008, 2009
- Фіналіст (1): 2007

Євровиклик ФІБА
- Фіналіст (1): 2007